# Rudolf von Meran
Rudolf von Meran (* 9. Dezember 1872 in Graz; † 17. September 1959 in Salzburg; eigentlich Rudolf Johann Franz Meran; bis 1919 als Graf von Meran) war ein österreichischer Verwaltungsjurist, Politiker und Statthalter mehrerer Kronländer Österreich-Ungarns.

Rudolf von Meran mit seiner Frau Johanna geb. von Auersperg

## Leben
Rudolf war der Sohn des Grafen Franz von Meran und der Theresia Gräfin von Lamberg (1836–1913), damit Enkel von Erzherzog Johann. Nachdem eine militärische Karriere an einer Verletzung gescheitert war, trat er nach einem rechtswissenschaftlichen Studium in den Staatsdienst ein.
Von 1909 bis 1911 amtierte er als Bezirkshauptmann von Bregenz, bevor er 1912 bis 1917 Landespräsident der Bukowina, am anderen Ende der Monarchie wurde. Als entfernter Cousin des Kaisers wurde der neue Statthalter in der Hauptstadt Czernowitz positiv begrüßt, er mischte sich mehr als seine Vorgänger, wie Oktavian Regner von Bleyleben, ins politische Tagesgeschehen ein.
Während der beiden russischen Eroberungen der Bukowina im Ersten Weltkrieg zog er sich nach Wien zurück. Von 13. Jänner 1917 bis 20. Oktober 1917 war Meran Statthalter (Landeschef) in Österreich ob der Enns. Sein kurzes Wirken in Oberösterreich wird als realistisch und sozial bezeichnet. Von 20. November 1917 bis 15. November 1918 wirkte Meran schließlich als der letzte Statthalter von Tirol.
Er heiratete 1917 auf Schloss Goldegg Johanna Prinzessin von Auersperg (1890–1967).  Das Paar lebte mit zwei Söhnen und einer Tochter auf seinem Schloss Schenna bei Meran.

## Nachkommen
Mit seiner Frau Johanna hatte er folgende Kinder:
- Rudolf Franz Karl Meran (1917–1982) ⚭ 1951 Marie Theresa geb. Blanckenstein (1929–2021)
- Adolf Franz Karl Rudolf Meran (1919–2010) ⚭ Ada Maria geb. Kindermann (1922–2012)
- Karoline Eleonore Theresia Johanna Meran (1920–1965) ⚭ 1946 Christian Witt von Dörring (1914–2001)

## Vorfahren
| Ahnentafel von Rudolf von Meran | Ahnentafel von Rudolf von Meran                                                      | Ahnentafel von Rudolf von Meran                                                      | Ahnentafel von Rudolf von Meran                                                       | Ahnentafel von Rudolf von Meran                                                       | Ahnentafel von Rudolf von Meran                                                                          | Ahnentafel von Rudolf von Meran                                                                          | Ahnentafel von Rudolf von Meran | Ahnentafel von Rudolf von Meran                                                                                               |
| ------------------------------- | ------------------------------------------------------------------------------------ | ------------------------------------------------------------------------------------ | ------------------------------------------------------------------------------------- | ------------------------------------------------------------------------------------- | --- | --- | --- | --- |
| Ururgroßeltern                  | Kaiser Franz I. Stephan (1708–1765) ⚭ 1736 Maria Theresia (1717–1780)                | König Karl III. (1716–1788) ⚭ 1738 Maria Amalia von Sachsen (1724–1760)              | Jakob Plochl ⚭ Maria Plochl (geb. Lubsch)                                             | Johann Pilz (1744–1792) ⚭ 1776 Ehrentrud Pilz (geb. Fürst) (1751–1806)                | Franz Joseph von Lamberg (1708–1791) ⚭ 1745 Maria Theresia von Lamberg (geb. Hoyos) (1722–1750)          | György Luzsénsky ⚭ Erzsébet Luzsénsky (geb. Berényi) (1722–1750)                                         | Johann Philipp Joseph Hoyos-Sprinzenstein (1747–1803) ⚭ 1772 Maria Christina Hoyos-Sprinzenstein (geb. von Clary und Aldringen) (1755–1821) | Ludwig von Schlabrendorf (1743–1803) ⚭ 1773 Theresia von Schlabrendorf (geb. von Nimptsch) (1749–1830)                        |
| Urgroßeltern                    | Kaiser Leopold II. (1747–1792) ⚭ 1765 Maria Ludovica von Spanien (1745–1792)         | Kaiser Leopold II. (1747–1792) ⚭ 1765 Maria Ludovica von Spanien (1745–1792)         | Postmeister Jakob Plochl (1774–1828) ⚭ 1802 Maria Anna Plochl (geb. Pilz) (1782–1821) | Postmeister Jakob Plochl (1774–1828) ⚭ 1802 Maria Anna Plochl (geb. Pilz) (1782–1821) | Philipp Joseph von Lamberg (1748–1807) ⚭ 1790 Maria Barbara von Lamberg (geb. Luzsénsky) (1771–1843)     | Philipp Joseph von Lamberg (1748–1807) ⚭ 1790 Maria Barbara von Lamberg (geb. Luzsénsky) (1771–1843)     | Johann Ernst Hoyos-Sprinzenstein (1779–1849) ⚭ 1799 Maria Teresa von Hoyos-Sprinzenstein (geb. von Schlabrendorf) (1781–1822)               | Johann Ernst Hoyos-Sprinzenstein (1779–1849) ⚭ 1799 Maria Teresa von Hoyos-Sprinzenstein (geb. von Schlabrendorf) (1781–1822) |
| Großeltern                      | Johann von Österreich (1782–1859) ⚭ 1829 (Morganatische Ehe) Anna Plochl (1804–1885) | Johann von Österreich (1782–1859) ⚭ 1829 (Morganatische Ehe) Anna Plochl (1804–1885) | Johann von Österreich (1782–1859) ⚭ 1829 (Morganatische Ehe) Anna Plochl (1804–1885)  | Johann von Österreich (1782–1859) ⚭ 1829 (Morganatische Ehe) Anna Plochl (1804–1885)  | Franz Philipp von Lamberg (1791–1848) ⚭ 1828 Caroline von Lamberg (geb. Hoyos-Stichsenstein) (1811–1875) | Franz Philipp von Lamberg (1791–1848) ⚭ 1828 Caroline von Lamberg (geb. Hoyos-Stichsenstein) (1811–1875) | Franz Philipp von Lamberg (1791–1848) ⚭ 1828 Caroline von Lamberg (geb. Hoyos-Stichsenstein) (1811–1875)                                    | Franz Philipp von Lamberg (1791–1848) ⚭ 1828 Caroline von Lamberg (geb. Hoyos-Stichsenstein) (1811–1875)                      |
| Eltern                          | Franz von Meran (1839–1891) ⚭ 1862 Theresia von Lamberg (1836–1913)                  | Franz von Meran (1839–1891) ⚭ 1862 Theresia von Lamberg (1836–1913)                  | Franz von Meran (1839–1891) ⚭ 1862 Theresia von Lamberg (1836–1913)                   | Franz von Meran (1839–1891) ⚭ 1862 Theresia von Lamberg (1836–1913)                   | Franz von Meran (1839–1891) ⚭ 1862 Theresia von Lamberg (1836–1913)                                      | Franz von Meran (1839–1891) ⚭ 1862 Theresia von Lamberg (1836–1913)                                      | Franz von Meran (1839–1891) ⚭ 1862 Theresia von Lamberg (1836–1913)                                                                         | Franz von Meran (1839–1891) ⚭ 1862 Theresia von Lamberg (1836–1913)                                                           |
| Rudolf von Meran                |                                                                                      |                                                                                      |                                                                                       |                                                                                       | | | | |